# 不明確性效應
不明確性效應是一种認知偏誤，是指人們在决策時倾向于选择已知概率的选项，而不是概率未知的选项。例如买房时，很多人选择固定利率抵押贷款，利率是在特定时间范围内（通常是几年內）是固定的，相反的是許多人不願意選擇浮动利率抵押贷款，而此類貸款利率随市场波动，可能每個月利率都不一樣。即使根據统计結果選擇浮动利率抵押贷款可以省钱，但許多人依舊選擇固定利率抵押贷款。1961年，丹尼尔·艾尔斯伯格首次提出不明確性效應這個概念。